# Joseph Breitbach
Œuvres principales
Rapport sur Bruno
Joseph Breitbach, né le 20 septembre 1903 à Ehrenbreitstein et mort le 9 mai 1980 à Munich, est un écrivain franco-allemand, qui fait dès son arrivée en France en 1930 la promotion de relations culturelles et politiques entre la France et l'Allemagne.

## Biographie
Breitbach est le fils d'un directeur de Volksschule. Il quitte le gymnasium avant l'abitur et devient libraire et assistant d'édition au quotidien de Coblence Rheinische Rundschau. De 1925 à 1928, il est libraire à Augsbourg ; où il se rapproche du Parti communiste d'Allemagne. Après la publication des nouvelles de Rot gegen Rot, la librairie qui l'emploie le licencie. Il voyage à Berlin, Paris, Prague, Vienne et Munich, où il a des contacts importants avec des écrivains et des gens de l'édition.
En 1929, Breitbach vient vivre en France, s'installe à Paris en 1931 où il est un homme d'affaires. Dans le même temps, il écrit pour des journaux français. Le 2 novembre 1932, Kiepenheuer-Verlag publie à Berlin son premier roman, Die Wandlung der Susanne Dasseldorf. En 1933, ses livres sont interdits en Allemagne. En 1937, il renvoie son passeport allemand et demande la nationalité française. En attendant, il est apatride. En 1939, il est interné en tant que natif allemand, mais, est libéré grâce à Jean Schlumberger. Il souhaite alors intégrer la Légion étrangère et les services secrets français. Après l'invasion de Paris en 1940, la Gestapo saisit sa bibliothèque et ses manuscrits. Son coffre au Crédit Lyonnais est aussi forcé et disparait ainsi le manuscrit d'un roman de mille pages que son ami Ernst Jünger lui avait confié, mais surtout, selon Jean Schlumberger, les trois seules copies existantes de Clemens, roman inédit de Breitbach qui n'a jamais été à ce jour retrouvé. Breitbach est ensuite en Suisse où il travaille pour un service de Renseignements français. Installé par la suite à Marseille, il est recherché par la police allemande après l'invasion de la zone sud. Paul Ravoux, des services de renseignements de Vichy lui procure de faux papiers ; puis Madame Conrad Schlumberger, l'accueille dans sa ville natale, à Clairac (Lot-et-Garonne) grâce à un alibi fourni par Jean Jardin sous la forme d'un ordre de mission d'étude de la culture du tabac.
En 1945, Breitbach obtient la nationalité française. Il offre ses services pour les prisonniers de guerre allemands. De 1948 à 1951, il publie une chronique sur la culture et la politique de la France dans l'hebdomadaire Die Zeit sous le pseudonyme de Jean-Charlot Saleck. En 1961, il fait l'acquisition d'une résidence secondaire en Allemagne, à Munich. En 1962, trente ans après son premier roman, il en publie un second : Rapport sur Bruno. Le livre obtient un grand succès dans le monde, en particulier aux États-Unis.
Obsédé toute sa vie par la politique, les questions sociales, la littérature et la peinture, il décrit la vie des travailleurs et s'intéresse à la réalisation de l'homme populaire. Avant et après la Seconde Guerre mondiale, il est proche de Jean Schlumberger côté français et du général Hans Speidel côté allemand. Il œuvre pour la réconciliation entre les deux pays. Il est inhumé au cimetière Saint-Georges de Bogenhausen.
Breitbach était homosexuel, comme l'a notamment révélé le journal intime non censuré de Julien Green (https://www.liberation.fr/livres/2019/09/20/du-cote-de-sodome-le-journal-integral-de-julien-green_1752620/). 
Dans son testament, l'auteur demande de créer un prix attribué à un écrivain germanophone. Le Prix Joseph-Breitbach (de) est décerné chaque année et financé par une fondation à Vaduz.

## Œuvres
Parmi les romans, nouvelles, drames, comédies, critiques et essais de Breitbach, on peut citer :
- Rot gegen Rot, 1928
- Die Wandlung der Susanne Dasseldorf, 1932
- Bericht über Bruno, 1962
- Die Jubilarin/Genosse Veygond/Requiem für die Kirche, 1972
- Die Rabenschlacht, 1973
- Das blaue Bidet oder Das eigentliche Leben, 1978

Édition en français
- Rival et Rivale, traduction de Die Wandlung der Susanne Dasseldorf, Gallimard, 1935
- Le Monsieur du meublé, traduction par Blanche Gidon, Fayard, 1938
- Le Liftier amoureux (La Jeune fille qui perdit son rouge, Le Monsieur du meublé), traduction par Jean Lambert, Henry Thomas, Blanche Gidon et l'auteur, Gallimard, 1948
- Clement, traduction de Clemens par Louise Servicen, Seghers, 1958
- Rapport sur Bruno, traduction de Bericht über Bruno, Gallimard, 1964
- Derrière le rideau ou le Parti d'en rire, comédie (Paris, Théâtre de la Renaissance, 8 février 1975), éditions Émile-Paul, 1975
- Le Bidet bleu, traduction de Das Blaue Bidet par Marianne Rose, Belfond, 1981

## Récompenses et distinctions
- 1956 : Chevalier de la Légion d'honneur
- 1962 : Chevalier de l'ordre du Mérite de la République fédérale d'Allemagne
- 1965 : Prix Combat pour Rapport sur Bruno
- 1966 : Membre de l'Académie bavaroise des beaux-arts
- 1969 : Membre de l'Académie allemande pour la langue et la littérature
- 1975 : Médaille Goethe
- 1979 : Grand officier de l'ordre du Mérite de la République fédérale d'Allemagne